# Никон Когутовський
Никон Михайлович Когутовський (нар. 5 квітня 1875 — пом. 1 листопада 1937, Умань) — ієрей, православний священномученик. Мешкав в Умані, страчений в Уманській в'язниці.
Канонізований на засіданні Священного Синоду УПЦ МП 28 жовтня 1997 року.

## Життєпис
Священик Никон Михайлович Когутовський — виходець з сім'ї псаломника. Народився в селі Янишівка Ставицького повіту Київської губернії.
Навчався в Уманському духовному училищі, після якого був семінаристом Одеської духовної семінарії, яку закінчив в 1900 році. Брати Андрій та Георгій теж стали священнослужителями.
У 1901—1920 рр. був настоятелем Свято-Покровського храму с. Нечаївка Єлисаветградської волості Херсонської губернії. Був першим вчителем Юрія Яновського, який навчався в церковно-приходській школі при храмі. Серед місцевих жителів прославився проповідями про віру, совість та благочестя.
В 1909—1910 рр. відправляв служби в церкві мучеників Сергія та Вакха с. Олександрівка(Обертасове).
В 1920 році за рішенням Нечаївського волосного комнезаму(членом якого був Іван Микитенко) церкву було закрито. За декілька років о. Никона Когутовського, як «політично неблагонадійного» рішенням місцевого відділку НКВС було вислано до Умані.

### Загибель
У 1937 році за однією слідчою справою було засуджено до розстрілу і страчено в Уманській в'язниці одночасно четверо священиків, висланців з різних місць України — Даміана Бучинського, Нікіту Ганжу, Діомида Крижанівського та Никона Когутовського. Усі четверо заарештовані під час зборів віруючих і духовенства у передмісті Умані, де віруючі разом з духовенством вимагали від влади повернення храму Святої Трійці, закритого три роки тому. Арешт відбувся 10 жовтня 1937 року. 15 жовтня усім чотирьом пред'явлено звинувачення, за вже відомою формою: 
«…будучи бродячими попами, устраивают в предместье Новая Умань нелегальные моления, исполняют требы, обряды, богослужения и под видом их проводят антисоветскую агитацию. Все четверо объявили себя священиками старословянской ориентации».